# Laura Malaika
Laura Malaika (* 19. Januar 1990) ist eine deutsche Skeletonsportlerin.
Laura Malaika lebt in Erfurt und startete für den BRC 05 Friedrichroda. Sie begann 2007 mit dem Skeletonsport und nahm 2008 an ihren ersten nationalen Rennen, darunter der im Voraus ausgetragenen Deutschen Meisterschaft 2009, teil. Bei der DM in Winterberg belegte sie den 12. Platz. Zum Auftakt der Saison 2009/10 debütierte Malaika international im Skeleton-Europacup. Schon in ihrem ersten Rennen in Königssee erreichte sie als Siebtplatzierte eine Top-Ten-Platzierung. Sie kam in allen acht Rennen zum Einsatz und erreichte fünfmal einstellige Resultate. Beste Ergebnisse waren drei fünfte Ränge in Königssee und Altenberg. In der Gesamtwertung belegte die ehemalige Oberhoferin den sechsten Platz. Auch in der Saison 2010/11 nahm sie an Rennen des Europacups teil und stellte im ersten Rennen in Cesana Pariol mit Platz fünf ihr bestes Ergebnis ein. Einen Tag später konnte sie sich hinter Jacqueline Lölling und Tina Hermann als Drittplatzierte bei einem deutschen Vierfachtriumph erstmals auf dem Podium platzieren.